# Organy w kościele św. Marcina w Groningen

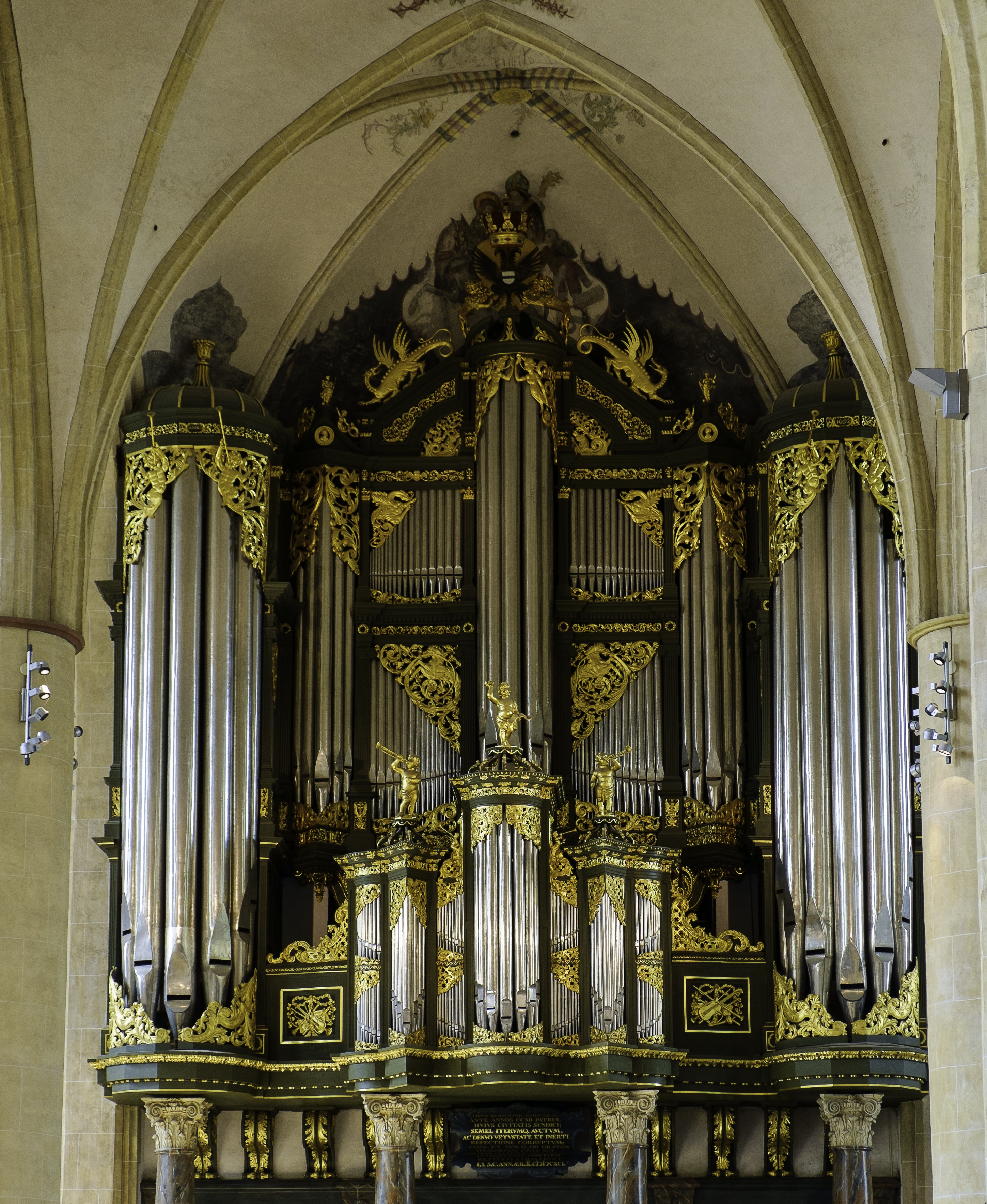
Prospekt

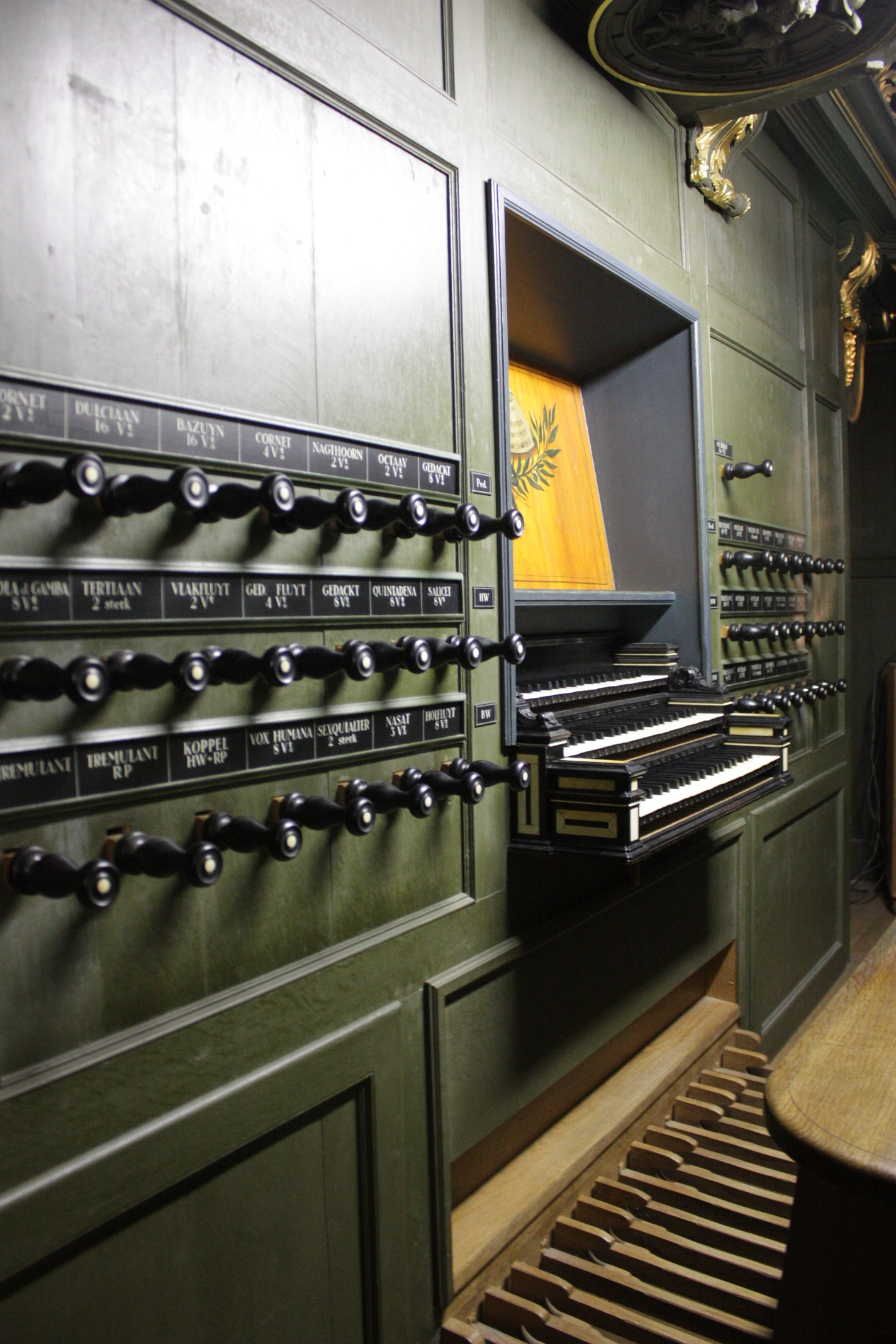
Fragment stołu gry z widocznymi trzema klawiaturami ręcznymi, jedną nożną, manubriami i pulpitem na nuty

Organy w kościele św. Marcina w Groningen – 53-głosowe barokowe organy piszczałkowe z mechaniczną trakturą w kościele św. Marcina w Groningen (Holandia). Jedne z największych, wyposażonych w trakturę mechaniczną i grywalnych organów barokowych w Europie północnej. Zbudowane w 1450; kilkukrotnie przebudowywane i renowowane. W 1480 rozbudowane przez organmistrza Johana ten Damme z Appingedam, z doradztwem – pełniącego w tamtym czasie obowiązki pensjonariusza Groningen – muzyka i humanisty Rudolfa Agricoli. W wieku XVIII kilka istotnych renowacji przeprowadził organmistrz Albertus Antonius Hinsz. Ostatni, zakończony w 1984 roku remont przywrócił instrument do stanu z 1740.

## Charakterystyka
Organy umieszczone są na wzniesionej specjalnie dla nich w 1480 roku emporze w zachodniej części kościoła. Składają się z czterech zespołów brzmieniowych: wysuniętego do przodu, krzepkiego Rückpositivu (niderl. Rugpositief) oraz górujących nad nim, zamkniętych za bogato ornamentowanym prospektem z umieszczonymi po bokach masywnymi wieżami 10-metrowych piszczałek  Hauptwerkiem (niderl. Hoofdwerk), Oberwerk (niderl. Bovenwerk) i Pedalwerkiem. Wbudowany w cokół prospektu organowego stół wyposażony jest w trzy manuały i pedał. 43 przełączniki w formie drewnianych manubriów umieszczonych jest po lewej i prawej stronie manuałów, 8 – za plecami organisty, w szafie Rückpositivu.

### Dyspozycja
Dyspozycja po renowacji 2016:
| I Rugpositief C–c3 | I Rugpositief C–c3                                                                                              | II Hoofdwerk C–c3 | II Hoofdwerk C–c3                                                                                                 | III Bovenwerk C–c3 | III Bovenwerk C–c3                           | Pedaal CD–d1 | Pedaal CD–d1                                                                                            |
| --- | --- | --- | --- | --- | -------------------------------------------- | --- | --- |
| Praestant 8′ Quintadena 16′ Bourdon 8′ Roerfluit 8′ Octaaf 4′ Speelfluit 4' Gedektquint 3′ Nasard 3′ Octaaf 2′ Fluit 2′ Sesquialtera II 1 1/3′ Mixtuur IV–VI 1′ Cimbel III 1/5′ Basson 16′ Schalmei 8′ Hobo 8′ | 1729 SH 1482 tD/F 1542 U/SH 1729 SH 1977 A 1729 SH 1977 A 1729 SH 1482 tD/U/SH 1977 A 1729 SH/A 1977 A 1740 H/A | Praestant 16′ Octaaf 8′ Salicet 8′ Quintadena 8' Gedekt 8′ Octaaf 4′ Gedektfluit 4′ Octaaf 2′ Vlakfluit 2′ Tertiaan II 4/5′ Mixtuur IV–VI 2/3′ Scherp IV 1/2' Trompet 8′ Viola da Gamba 8′ | 1482 tD/U 1482 tD/U/JH 1808 L 1542 U/AV 1685 JH 1729 SH 1808 L 1977 A 1808 L 1977 A 1692 S/A 1977 A 1692 A 1977 A | Praestant I–III 8′ Holfluit 8′ Octaaf 4′ Nasard 3′ Sesquialtera II 1 1/3′ Mixtuur IV–VI 1 1/3′ Trompet 16′ Vox Humana 8′ | 1542 U/JH/S 1564 M 1542 U/JH 1692 S/A 1977 A | Praestant 32′ Praestant 16′ Subbas 16′ Octaaf 8′ Gedekt 8′ Roerquint 6′ Octaaf 4′ Octaaf 2′ Nachthoorn 2′ Mixtuur IV 1 1/3′ Bazuin 16′ Dulciaan 16′ Trompet 8′ Cornet 4′ Cornet 2′ | 1692 S 1740 H 1977 A 1482 tD/U/S 1740 H 1855 vO 1542 U 1977 A 1740 H 1977 A 1692 S 1977 A 1692 S 1977 A |
| Za nazwą głosu podano rok budowy i budowniczego: tD = Unknown (Johan ten Damme?) (1482) U = Unknown (1542) M = Andreas de Mare (1564) AV = Anthoni und Adam Verbeeck (1627) JH = Jan Helman (1685) S = Arp Schnitger (1692) SH = Frans Caspar Schnitger/Albertus Anthonius Hinsz (1729) H = Albertus Anthonius Hinsz (1740) L = Nicolaus Anthony Lohman (1808/1816) vO = Petrus van Oeckelen (1855) A = Jürgen Ahrend (1976–1977, 1983–1984) | | | | |                                              | | |